# Buslijn 33 (Rotterdam)
Buslijn 33 is een buslijn in de gemeente Rotterdam, die wordt geëxploiteerd door de RET. De lijn verbindt luchthaven Rotterdam The Hague Airport, Overschie en Blijdorp met het Station Rotterdam Centraal en is een zogenaamde "frequentbus" (tegenwoordig 6-4-2), wat inhoudt dat de lijn op maandag tot en met vrijdag overdag ten minste elke tien minuten rijdt.

## Geschiedenis
De geschiedenis van de lijn gaat terug naar 1884 toen door de IJsel Stoomtramweg-Maatschappij een stoomtramlijn werd ingesteld tussen het destijds nog niet tot Rotterdam behorende dorp Overschie en Rotterdam waar de lijn eindigde op het Slagveld. De gemeente Rotterdam verbood na een aantal ongevallen de stoomtram nog langer binnen haar grenzen te rijden en voortaan eindigde de lijn bij de stadsgrens. Daarna werd de stoomtram omgezet in een omnibusdienst en overgenomen door de Rotterdamsche Tramweg Maatschappij en werd later weer in een paardentramlijn omgezet. In 1923 werd de lijn door de RETM overgenomen en omgezet in een motortramlijn. Een aantal paardentramrijtuigen werden voorzien van een Ford benzinemotor. Twee daarvan werden omgebouwd tot een gelede  wagen.

### Lijn D
Op 25 oktober 1928 werd deze motortram weer omgezet in buslijn D en bood een verbinding tussen het dorp Overschie en station Rotterdam Delftsche Poort aan de achterzijde nabij de Benticklaan. Op 1 juli 1936 werd de lijn vanuit Overschie doorgetrokken naar de Zweth en Delft. Op 20 december 1940 werd de lijn weer ingekort tot Overschie en kwam tussen Overschie en Delft een nieuwe lijn C.
In 1941 werd Overschie door Rotterdam geannexeerd en werd de tot dan toe interlokale buslijn een Rotterdamse stadslijn.

## Lijn 33

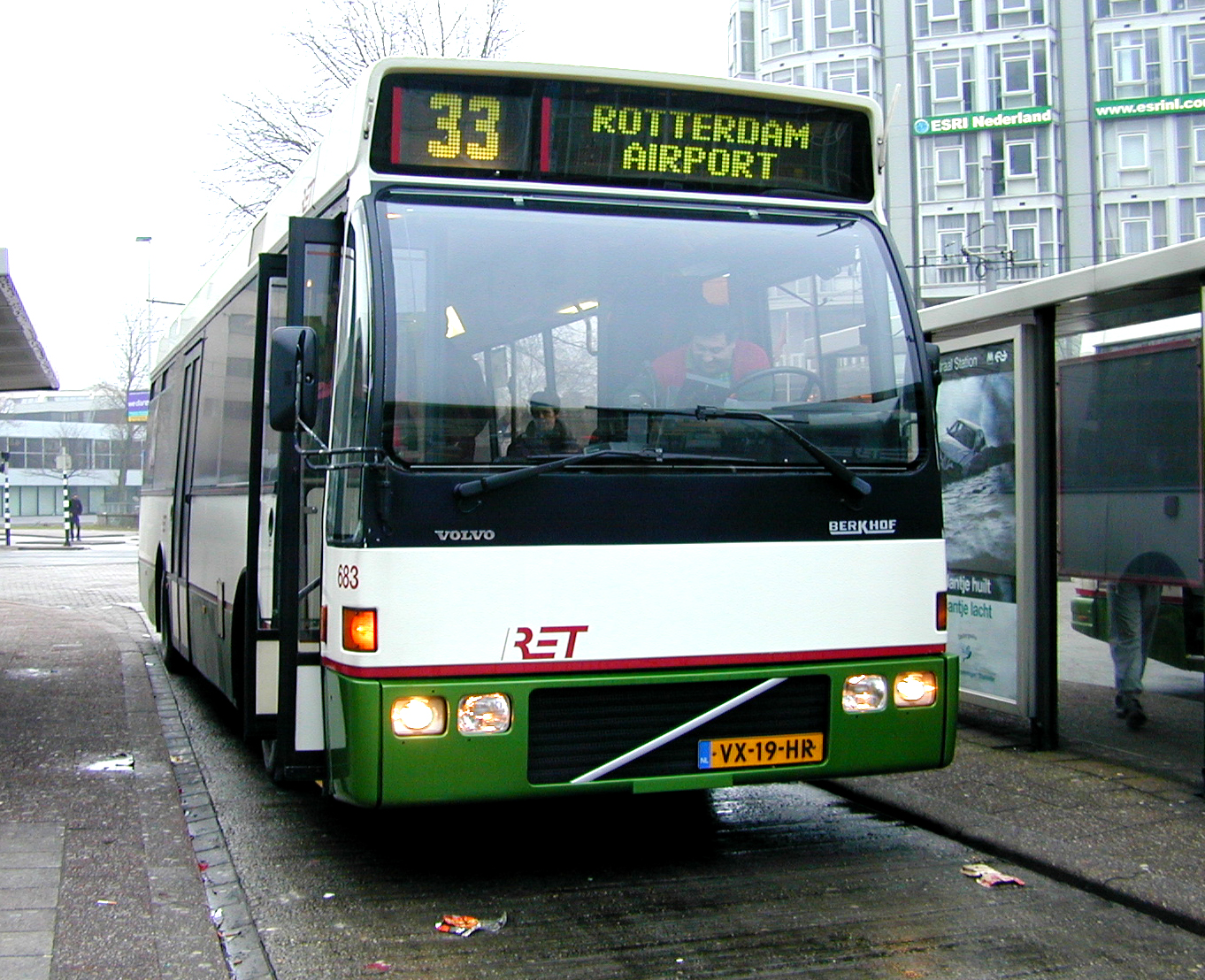
Volvo Duvedec bus 683 op lijn 33 in 2002

Op 1 november 1953 werd lijn D vernummerd in lijn 33 en later in het inmiddels door Rotterdam tot tuinstad uitgebouwde Overschie diverse malen verlegd en kreeg in het centrum zijn eindpunt bij het nieuwe Centraal Station.
De lijn groeide uit tot een drukke en frequente lijn.
Sinds 1964 reed de lijn eenmaal per uur door van Overschie naar vliegveld Zestienhoven. Later gingen alle ritten door naar de luchthaven wat vandaag de dag nog steeds het geval is.
Tussen 2002 en 2004 werd de lijn in de spitsuren via de route van lijn 38 verlengd naar Crooswijk. 
Met ingang 14 december 2014 zijn lijn 33 en lijn 50 samengevoegd. Vanaf Rotterdam The Hague Airport heeft lijn 33 de route van lijn 50 overgenomen en is verlengd naar Meijersplein en rijdt voortaan tussen Rotterdam Centraal en het Meijersplein via de luchthaven. Op zaterdag en zondag rijdt echter een deel van de ritten niet tussen de luchthaven en het Meijersplein.
Met ingang van 8 april 2024 ging lijn 33 via de oude ingang van Diergaarde Blijdorp rijden in plaats van via metrostation Blijdorp. Daarnaast reden in het weekend weer alle ritten de gehele route in plaats van dat de helft van de ritten een lusroute in Overschie reed.
In de zomer van 2025 verviel het traject tussen het Meijersplein en de luchthaven en werd overgenomen door een zelfrijdend busje met het lijnnummer 533.  